# Thamnotettix klapperichi
Thamnotettix klapperichi är en insektsart som beskrevs av Dlabola 1965. Thamnotettix klapperichi ingår i släktet Thamnotettix och familjen dvärgstritar. Inga underarter finns listade i Catalogue of Life.